# 许庆
许庆（1992年9月27日—），男，汉族，河南平顶山人，是一名中国残疾运动员。

## 生平
6岁时由于车祸失去了双臂，伤残等级为六级。7岁开始学习游泳，在医生的建议下开始投入残疾人游泳赛事。
在残奥会游泳赛事S6级别上，他获得了2008年残奥会三枚金牌和一枚铜牌，以及2012年残奥会4枚金牌。他是游泳S6级50米自由泳和50米蝶泳世界纪录保持者，以及2008年残奥会 4 x 50 米接力世界纪录保持者。
在2016年夏季残奥会男子S6级50米蝶泳比赛中，他以29秒89的成绩获得金牌。随后，他在4×50米男女自由泳接力比赛中再获一枚金牌。